# 방본

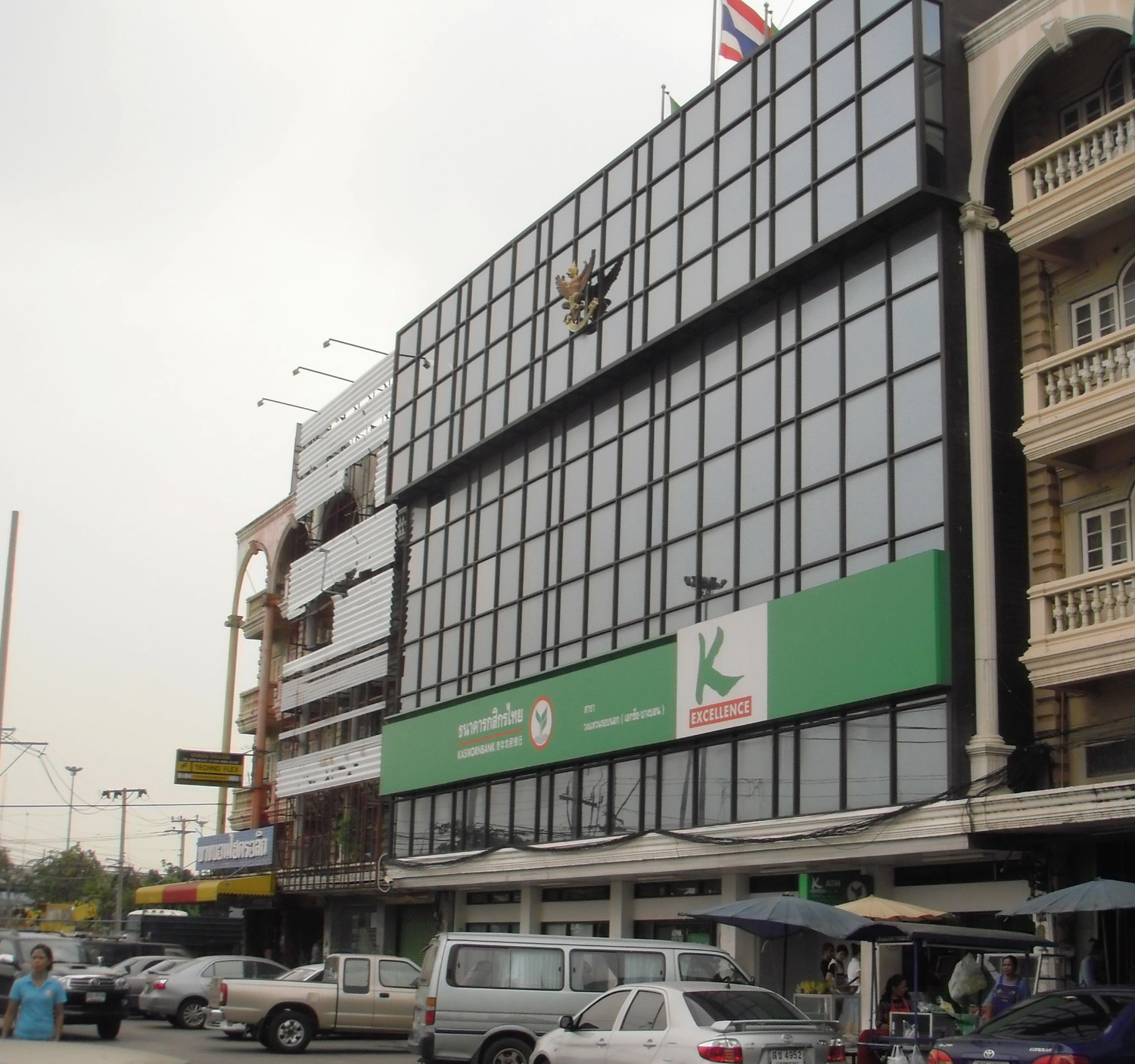

방본은 방콕의 행정 구역이다. 이 지역의 총 인구 수는 2017년 기준으로 107,118명이다. 인구 밀도는 3,082.97km2이다.

## 행정 구역
| 1. | Bang Bon Nuea     | บางบอนเหนือ  |
| 2. | Bang Bon Tai      | บางบอนใต้    |
| 3. | Khlong Bang Phran | คลองบางพราน |
| 4. | Khlong Bang Bon   | คลองบางบอน  |